# Kurt-Lee Arendse
Kurt-Lee Arendse (Paarl, 17 de junio de 1996) es un rugbista sudafricano que se desempeña como wing y juega en los Bulls del euroafricano United Rugby Championship. Es internacional con los Springboks desde 2022.

## Biografía
Empezó a jugar al rugby a la edad de nueve años y luego destacó jugando en la escuela secundaria Paulus Joubert, por su talento, velocidad y cualidades de apoyo, ganado el torneo intercolegial.
Tras graduarse de la secundaria, se unió a la Universidad del Cabo Occidental y allí estudia economía, representando al equipo universitario que compite en la segunda división del Varsity Rugby.

## Rugby 7
En 2018 fue incorporado a la Academia Nacional de Rugby 7, un programa de entrenamiento de la SARU. Con este plan llegó a los Blitzboks y disputó varios torneos en América del Sur durante 2019.
El Seven de Canadá 2019 fue su primer torneo en la Serie Mundial, jugando únicamente en la semifinal contra Fiyi y a partir de allí se consolidó en la selección. La temporada siguiente, jugó cuatro torneos antes que ésta se suspenda debido a la pandemia de COVID-19.
A principios de 2021 regresó a los Blitzboks para prepararse para los Juegos Olímpicos de Tokio 2020 y fue seleccionado para la competencia en julio de 2021. Finalmente los sudafricanos acabaron en la quinta posición, tras caer ante los Pumas VII.

## Carrera
Gracias a sus actuaciones en la universidad, fue convocado a la Western Province en 2015 y jugó en sus juveniles hasta 2017.
Tras la cuarentena, aceptó incorporarse a los Bulls y participó del Super Rugby Unlocked 2020. Jugó cuatro partidos y anotó dos tries, contribuyendo directamente al trieundo del equipo en la competencia. Además, también ganó la Currie Cup con los Blue Bulls (equipo para la liga sudafricana).

## Selección nacional
Jacques Nienaber lo convocó a los Springboks por vez primera, para disputar las pruebas de mitad de año 2022 y debutó contra los Dragones rojos.
Fue seleccionado para The Rugby Championship 2022 y allí jugó contra los All Blacks, les marcó su primer try y luego recibió una tarjeta roja por haber tackleado a Beauden Barrett en el aire. Por esta acción recibió una suspensión de cuatro semanas.

### Participaciones en Copas del Mundo
Nienaber lo convocó a Francia 2023 como titular, formando la línea del fondo con Cheslin Kolbe y el fullback Damian Willemse; siendo la primera totalmente negra del seleccionado en un mundial.
| Mundial                       | Sede    | Resultado | PJ | Tries |
| ----------------------------- | ------- | --------- | -- | ----- |
| Copa Mundial de Rugby de 2023 | Francia | Campeón   | 5  | 2     |